# Mechanizm spustowy

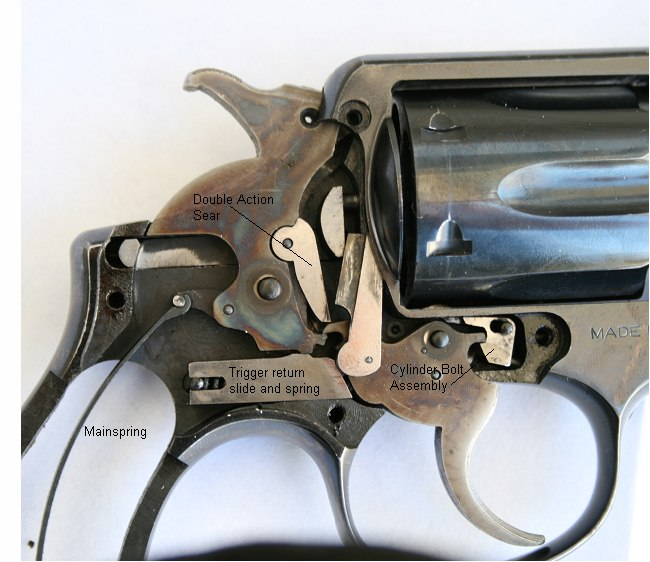
Mechanizm spustowy rewolweru

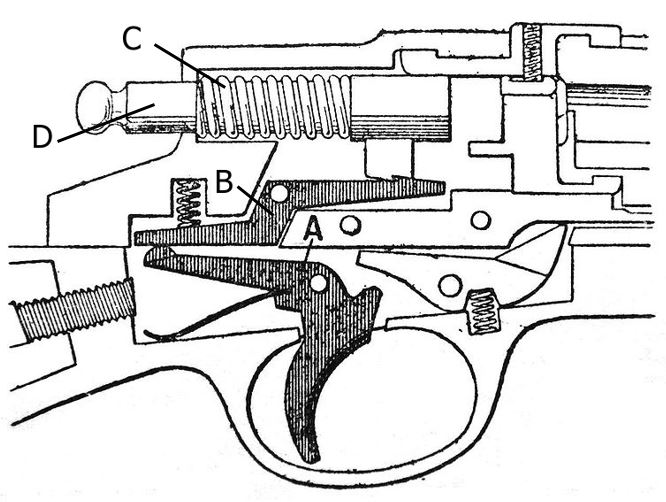
Mechanizm spustowy karabinu.
A – spust,
B – zaczep spustowy

Mechanizm spustowy – mechanizm broni miotającej, służący do zainicjowania procesu wystrzelenia pocisku. 
W broni palnej mechanizm spustowy utrzymuje w napięciu mechanizm uderzeniowy na zaczepie spustowym. Po ściągnięciu spustu (lub włączeniu elektrospustu) wyzwala go co powoduje jego uderzenie w spłonkę naboju i wystrzał. W automatycznej broni palnej, mechanizm spustowy wyposażony w przerywacz służy również do przerywania ognia. W broni neurobalistycznej mechanizm ten służy do utrzymywania w napięciu cięciwy, której zwolnienie powoduje miotanie pocisku siłą mechaniczną.

## Rodzaje
Pod względem konstrukcyjnym wyróżnia się mechanizmy spustowe:
- pojedynczego działania – powodujące jedynie zwolnienie wcześniej napiętego mechanizmu uderzeniowego
- podwójnego działania – wyposażone w mechanizm samonapinania, w których w momencie ściągania spustu równocześnie napinany jest też mechanizm uderzeniowy, po czym jest zwalniany
- potrójnego działania – w rewolwerach powodujące oprócz napięcia i zwolnienia mechanizmu uderzeniowego, również obrót bębna rewolwerowego

Pod względem dostosowania do różnych trybów prowadzenia ognia wyróżniamy mechanizmy spustowe umożliwiające prowadzenie:
- ognia pojedynczego (w broni jednostrzałowej, powtarzalnej i samopowtarzalnej)
- ognia ciągłego (w broni samoczynnej)
- zarówno ognia ciągłego jak i pojedynczego  (w broni samoczynno-samopowtarzalnej)